# Burton Richter
Burton Richter (Nova Iorque, 22 de março de 1931) é um físico estadunidense.

## Carreira
Compartilhou o Nobel de Física de 1976 com Sam Ting, por "trabalhos pioneiros na descoberta de uma nova espécie de partículas elementares pesadas". Descoberta em 1974, esta partícula foi baptizada J/psi e é composto pelo 'quark-antiquark charme'. Ele também foi um dos que assinaram uma petição para o presidente Barack Obama em 2015 para que o Governo Federal dos Estados Unidos fizesse um pacto de desarmamento nuclear e de não-agressão.

## Publicações
- Barber, W. C.; Richter, B.; Panofsky, W. K. H.; O'Neill, G. K. & B. Gittelman. "An Experiment on the Limits of Quantum Electro-dynamics", High-Energy Physics Laboratory at Stanford University, Princeton University, United States Department of Energy (através da agência a Atomic Energy Commission), Office of Naval Research, (Jun. 1959).
- Richter, B. "Design Considerations for High Energy Electron – Positron Storage Rings", Stanford Linear Accelerator Center, Stanford University, United States Department of Energy (através da agência a Atomic Energy Commission), (Nov. 1966).
- Boyarski, A. M.; Coward, D.; Ecklund, S.; Richter, B.; Sherden, D.; Siemann, R. & C. Sinclair. "Inclusive Yields of pi{sup +}, pi{sup -}, K{sup +}, and K{sup -} from H{sub 2} Photoproduced at 18 GeV at Forward Angles", Stanford Linear Accelerator Center, Stanford University, United States Department of Energy (através da agência a Atomic Energy Commission), (1971).
- Richter, B. "Total Hadron Cross Section, New Particles, and Muon Electron Events in e{sup +}e{sup -} Annihilation at SPEAR", Stanford Linear Accelerator Center, Stanford University, United States Department of Energy (através da agência a U.S. Energy Research and Development Administration (ERDA)), (Jan. 1976).
- Richter, B. "Forty-five Years of e{sup +}e{sup -} Annihilation Physics: 1956 to 2001", Stanford Linear Accelerator Center, United States Department of Energy, (August 1984).
- Richter, B. "Charting the Course for Elementary Particle Physics", Stanford Linear Accelerator Center, United States Department of Energy, (Fev. 16, 2007).
- Richter, B. Beyond Smoke and Mirrors: Climate Changes and Energy in the 21st Century. Segunda edição. Cambridge University Press, 2014. ISBN 978-1-107-67372-4